# 瀧島未香
瀧島 未香（たきしま みか、1931年〈昭和6年〉1月15日 - ）は、日本のフィットネスインストラクター。株式会社パワーエイジング所属。SIXPAD HOME GYMのインストラクター。

## 来歴
1931年1月15日、東京府荏原郡（現在の東京都品川区）のすし屋の5女として生まれる。
1949年、日本橋の高島屋に就職。子供服売り場担当であった。知人の紹介で知り合った男性と1年ほど交際し、24歳で結婚して2人の娘を出産。娘たちが独立した後、家事の負担が減ったが運動をしてなかったため15キロ太った。65歳の時、家族から体型を指摘され夫が探したジムに入会。しかしそのジムが閉店したため別のジムに移り、そこでパーソナルトレーナーの中沢智治に出会い、パーソナルトレーニングを受ける。その後中沢は異動したが5年後に戻ってきたため、79歳で再びパーソナルトレーニングを受け、体幹トレーニングを始める。87歳の時に中沢に勧められインストラクターデビューした。
2021年6月18日、SIXPAD HOME GYM WAVERのインストラクターデビュー。
2021年11月当時、ホリプロに所属していた。

## 人物
雨の日を除き午前４～6時までウォーキングを4km、ジョギングを3km、後ろ向きで1km歩くのが日課。午後は中沢からレッスンを受けるか、自らがインストラクターとして指導を行う。
70歳で水泳を始め、72歳でマスターズの水泳大会に出場し、クロールと平泳ぎで大会新記録を獲得。74歳からフラダンスを始め、78歳からヒップホップを始めた。
好きな食べ物は肉、嫌いな食べ物は特になし。納豆、ヤクルト、キムチ、漬物、ヨーグルトは毎日食べている。
夜は11時頃に就寝し、朝は3時半頃起きる。
モットーは「年齢はただの数字」。
入院したこと、病院に行ったこと、手術したこと、現在飲んでいる薬はいずれも無し。
夢は日本全国を回って皆に元気を与えること、100歳までインストラクターを続けること。

## 出演

### CM
- 通販生活 元祖もろみ酢[15]
- LIFULL[16]

### テレビ
- スッキリ（2020年11月4日、日本テレビ）[17]
- スッキリ（2020年11月30日、日本テレビ）[18]
- 噂の!東京マガジン（2021年2月14日、テレビ朝日）[19]
- Vital Life（メ〜テレ）[20]
- ひるまえほっと（2021年5月12日、NHK総合）[21]
- あさイチ（2021年6月17日、NHK総合）[22]
- 徹子の部屋（2021年7月13日、テレビ朝日）[23]
- 報道ランナー（2021年8月26日、関西テレビ）[24]
- 路線バスで寄り道&お買い物の旅（2021年8月29日、テレビ朝日）[25]
- スッキリ（2021年8月30日、日本テレビ）[26]
- インタビューここから（2021年9月20日、NHK総合）[27]
- 長野放送（2021年9月23日、長野放送）[28]

### ラジオ
- 編集長 稲垣吾郎（2021年4月7日、文化放送）[29]

## 書籍
タキミカ体操～日本最高齢インストラクターの「心まで若返る」生き方レッスン～（中沢智治との共著）（2021年12月9日、サンマーク出版） ISBN 978-4-7631-3964-1